# Total Physical Response
Total Physical Response (TPR) beschreibt eine von Dr. James Asher entwickelte, ganzheitliche Sprachlehrmethode, die besonders im Vorschul- und Primarbereich Anwendung finden kann. Sie geht von der Annahme aus, dass das Lernen einer zweiten bzw. weiteren Fremdsprache sich am Erlernen der Muttersprache im Kindesalter orientiert. Der Prozess geht von einer langen Phase der Entwicklung von Hörverstehen aus, bevor Sprache selbst produziert wird. Die Lerner reagieren mit Körperbewegungen auf sprachliche Befehle und internalisieren so Elemente der zu erlernenden Fremdsprache. TPR ist den behavioristischen Sprachlehrmethoden zuzuordnen.

## Grundsätze
„TPR basiert auf der Prämisse, dass das menschliche Gehirn mit einem biologischen Programm zur Sprachakquisition aller natürlichen Sprachen auf der Erde ausgestattet ist – einschließlich der Gebärdensprache. Der Prozess wird sichtbar, wenn man beobachtet, wie Kinder ihre Muttersprache internalisieren.“
(übersetztes Zitat von James J. Asher)
Die Orientierung am Muttersprachenerwerb stützt sich auf die Kommunikation zwischen Eltern und Kindern, die sowohl verbale als auch nonverbale, physische Konstituenten hat. Kinder reagieren physisch auf Sprachimpulse ihrer Eltern, die die nonverbalen Reaktionen mit verbalen weiter verstärken. Dieser Prozess zieht sich über mehrere Monate hinweg, ehe das Kind in der Lage ist, selbst Sprache zu produzieren. Der Lehrer, der TPR anwendet, ahmt diesen Prozess in der Klasse nach.

## Anwendung
- Lehrer und Schüler nehmen ein Verhältnis ähnlich dem Eltern-Kindverhältnis ein.
- Schüler reagieren mit Bewegungen auf den sprachlichen Input des Lehrers.
- Die Aktivitäten können simpel (wie beim Spiel "Simon sagt...") bis komplex im Zusammenhang mit Grammatik (Imperativ, Zeiten, Aspekt) sein.
- TPR eignet sich zur Etablierung eines Klassenraumdiskurses im Primarunterricht.
- 5 Phasen[2], die nicht unbedingt aufeinander folgen müssen, sondern auf einen längeren Unterrichtsverlauf verteilt werden können: In der ersten Phase gibt der Lehrer einen Befehl und führt ihn selbst aus, während die Schüler dies beobachten. In der zweiten Phase führen die Schüler den Befehl selbst aus, orientieren sich aber immer noch am Lehrer, was in der dritten Phase entfällt. In der vierten Phase sprechen die Schüler den Befehl nach und in der fünften Phase übernehmen die Schüler die Lehrerrolle, um selbst Befehle zu erteilen. (vgl. Lernen durch Lehren)

## Vorteile
- Spaß, Auflockerung, Bewegung
- kein großer Vorbereitungsaufwand für den Lehrenden
- ganzheitliche Spracherfahrung erleichtert das Memorisieren